# 櫛形村 (茨城県)
櫛形村（くしがたむら）は茨城県多賀郡にかつて存在した村である。

## 地理
- 現在の日立市の北部、旧十王町の東部に位置する。
- 村域は多賀山地の一部に位置している。
- 村は十王川の下流に位置する。
- 村は太平洋に面している。

## 歴史
村名はかつて存在した櫛形城に由来する。

### 村域の変遷
- 1889年（明治22年）4月1日 - 町村制施行により、友部村・伊師本郷・伊師村の一部が合併し多賀郡櫛形村が発足。
- 1954年（昭和29年）11月23日 - 大字友部の一部が高萩町・松岡村・高岡村・黒前村の一部（福平）と合併し高萩市が発足。
- 1955年（昭和30年）2月11日 - 残部が黒前村・高萩市の友部（旧櫛形村の一部）と合併し十王村が発足。同日櫛形村廃止。

変遷表
| 1868年 以前 | 1868年 以前  | 明治22年 4月1日 | 昭和29年 11月23日 | 昭和30年 2月11日 | 昭和31年 1月1日 | 平成16年 11月1日 | 現在   |
| ----------- | ------------ | --------------- | ----------------- | ---------------- | --------------- | ---------------- | ------ |
|             | 友部村       | 櫛形村          | 高萩市            | 十王町 に編入    | 町制            | 日立市 に編入    | 日立市 |
|             | 友部村       | 櫛形村          | 櫛形村            | 十王村           | 町制            | 日立市 に編入    | 日立市 |
|             | 伊師本郷     | 櫛形村          | 櫛形村            | 十王村           | 町制            | 日立市 に編入    | 日立市 |
|             | 伊師村の一部 | 櫛形村          | 櫛形村            | 十王村           | 町制            | 日立市 に編入    | 日立市 |

## 大字
- 友部（ともべ）
- 伊師本郷（いしほんごう）
- 伊師（いし）

## 人口・世帯

### 人口
総数 [単位： 人]
| 1891年（明治22年） | 2,389 |
| 1920年（大正 9年） | 3,355 |
| 1935年（昭和10年） | 3,377 |
| 1950年（昭和25年） | 7,621 |
| 1955年（昭和30年） | 7,945 |

### 世帯
総数 [単位： 世帯]
| 1920年（大正 9年） | 754   |
| 1935年（昭和10年） | 654   |
| 1950年（昭和25年） | 1,536 |
| 1955年（昭和30年） | 1,602 |

## 交通

### 鉄道
- 日本国有鉄道（ → 東日本旅客鉄道）
  - ■常磐線
    - 川尻駅（ → 十王駅）

### 道路
- 一級国道
  - 国道6号（陸前浜街道）